# إثيل هيل
إثيل هيل (بالإنجليزية: Ethel Hill)‏ هي كاتبة سيناريو أمريكية، ولدت في 6 أبريل 1898 في ساكرامنتو في الولايات المتحدة، وتوفيت في 17 مايو 1954 في هوليوود في الولايات المتحدة.

## وصلات خارجية
- إثيل هيل على موقع IMDb (الإنجليزية)
- إثيل هيل على موقع ألو سيني (الفرنسية)
- إثيل هيل على موقع أول موفي (الإنجليزية)
- إثيل هيل على موقع قاعدة بيانات الأفلام السويدية (السويدية)
- إثيل هيل على موقع قاعدة بيانات الفيلم (الإنجليزية)
- إثيل هيل على موقع كينوبويسك (الروسية)